# Танський Осип Антонович

Герб Танських

Танський Осип Антонович (1706–1768) — український шляхтич, військовик, київський меценат.

## Життєпис
Походив з заможної родини Танських. Син Антона Танського, білоцерківського, київського полковника, та Катерини Гурко, доньки відомого козацького ватажка Семена Палія (Гурка). 
Отримав гарне навчання, ймовірно у Києво—Могилянській академії. Деякий час служив під орудою батька. Згодом вступив до лав російської армії. Втім тут не дуже просунувся по військовим щабелям. Брав участь у  російсько-турецькій війні 1735—1739 років. У 1737 році став поручиком Молдавського гусарського полку. У 1742 році у чині капітана вийшов у відставку. Мав значні статки, які отримав у спадок від батька. На ці кошти у 1752 році викупив більшу частину маєтностей у свого дядька, колишнього полковника Василя Танського. Після цього займався здебільшого своїм господарством, мешкаючи переважно у Києві. Тут займався меценатством, частину своїх статків віддаючи на благочинність та церкві.
Одружений був з Ганною, донькою Андрія Андрійовича Дуніна—Борковського. Мав синів: двох Василів, Івана, Антона, Семена.